# Sonoda Sunao
Sonoda Sunao (園田 直 (Viên Điền Trực) 11 tháng 12 năm 1913 – 2 tháng 4 năm 1984) là một chính trị gia người Nhật Bản của Đảng Dân chủ Tự do. Ông từng giữ chức Bộ trưởng Ngoại giao và Bộ trưởng Y tế và Phúc lợi. Ông thường được gọi là "ngoại trưởng bay" do hoạt động ngoại giao tích cực của ông trong việc nâng cao vai trò của Nhật Bản khi còn đương chức. Ông là một trong những nhân vật quan trọng trong việc bình thường hóa quan hệ giữa Nhật Bản và Trung Quốc.

## Giải thưởng

### Trong nước
- Huân chương Mặt trời mọc (2 tháng 4 năm 1984; truy tặng)

### Nước ngoài
- Bolivia: Huân chương Thần điêu Andes (6 tháng 7 năm 1978)
- Chile: Huân chương Bernardo O'Higgins (21 tháng 8 năm 1979)